# Kräklingbo
Kräklingbo är en småort i Gotlands kommun i Gotlands län och kyrkby i Kräklingbo socken.

## Kräklingbo kyrka
I Kräklingbo ligger Kräklingbo kyrka. Det är en medeltida kyrka från 1200- 1300-talet. 

## Namnets ursprung
Namnet uppträder som Kreclingabo på 1300-talet. Förleden kan komma av kräkla, som betyder krokig eller torr gren, medan ändelsen –bo betyder boplatser eller bygd. Namnet kan därmed syfta på en bebyggelse vid en krokig naturformation eller ha haft en äldre, eventuellt nedsättande, betydelse.